# Satz von Komlós
Der Satz von Komlós ist ein Theorem aus der Stochastik und der Analysis über die Cesàro-Konvergenz einer Teilfolge von Zufallsvariablen (resp. Funktionen) sowie ihrer Teilfolgen zu einer integrierbaren Zufallsvariable (resp. Funktion).
Der Satz wurde 1967 von dem ungarisch-amerikanischen Mathematiker János Komlós bewiesen. 1970 bewies Srishti D. Chatterji eine Verallgemeinerung für allgemeine Maßräume.

## Satz von Komlós

### Probabilistische Variante
Sei {\displaystyle (\Omega ,{\mathcal {F}},P)} ein Wahrscheinlichkeitsraum und {\displaystyle \xi _{1},\xi _{2},\dots } eine darauf existierende Folge von reellwertigen Zufallsvariablen mit {\displaystyle \sup \limits _{n}\mathbb {E} [|\xi _{n}|]<\infty .}
Dann existierten eine Zufallsvariable {\displaystyle \psi \in L^{1}(P)} und eine Teilfolge {\displaystyle (\eta _{k})=(\xi _{n_{k}})}, so dass für jede beliebige Teilfolge {\displaystyle ({\tilde {\eta }}_{n})=(\eta _{k_{n}})} gilt, wenn {\displaystyle n\to \infty }, dann
{\displaystyle {\frac {({\tilde {\eta }}_{1}+\cdots +{\tilde {\eta }}_{n})}{n}}\to \psi }
{\displaystyle P}-fast sicher.

### Analytische Variante
Sei {\displaystyle (E,{\mathcal {A}},\mu )} ein endlicher Maßraum und {\displaystyle f_{1},f_{2},\dots } eine reelle Folge in {\displaystyle L^{1}(\mu )} mit {\displaystyle \sup \limits _{n}\int _{E}|f_{n}|\mathrm {d} \mu <\infty }. 
Dann existierten eine Funktion {\displaystyle \upsilon \in L^{1}(\mu )} und eine Teilfolge {\displaystyle (g_{k})=(f_{n_{k}})}, so dass für jede beliebige Teilfolge
{\displaystyle ({\tilde {g}}_{n})=(g_{k_{n}})} gilt, wenn {\displaystyle n\to \infty }, dann
{\displaystyle {\frac {({\tilde {g}}_{1}+\cdots +{\tilde {g}}_{n})}{n}}\to \upsilon }
{\displaystyle \mu }-fast überall.

### Erläuterungen
Das Theorem sagt, dass sowohl die Folge {\displaystyle (\eta _{k})} als auch ihre Teilfolgen im Cesàro-Mittel fast sicher gegen {\displaystyle \psi } konvergieren.

## Verallgemeinerungen
Von Srishti D. Chatterji stammt folgende Verallgemeinerung für allgemeine Maßräume:
Sei {\displaystyle (S,{\mathcal {A}},\mu )} ein Maßraum und {\displaystyle f_{1},f_{2},\dots } eine Folge, so dass für alle {\displaystyle f_{i}\in L^{p}(S,{\mathcal {A}},\mu )} mit {\displaystyle 0<p<2} und
{\displaystyle \sup \limits _{n}\int _{S}|f_{n}|^{p}\mathrm {d} \mu <\infty .}
Dann existieren eine Teilfolge {\displaystyle (g_{k})=(f_{n_{k}})} und eine Funktion {\displaystyle \varphi \in L^{p}}, so dass für jede beliebige Teilfolge
{\displaystyle ({\tilde {g}}_{n})=(g_{k_{n}})} gilt, wenn {\displaystyle n\to \infty }, dann
{\displaystyle {\frac {({\tilde {g}}_{1}+\cdots +{\tilde {g}}_{n})}{n^{1/p}}}\to \varphi }
fast überall.
Weiter gilt falls {\displaystyle 0<p<1}, dann ist {\displaystyle \varphi \equiv 0} immer eine mögliche Wahl.
Im Allgemeinen kann die Teilfolge {\displaystyle (g_{k})=(f_{n_{k}})} nicht so gewählt werden, dass {\displaystyle L^{p}}-Konvergenz gilt. Diese gilt aber, wenn eine Teilfolge {\displaystyle (h_{k})=(f_{n_{k}})} existiert, so dass {\displaystyle \{|h_{k}|^{p}\}\subset L^{1}} schwach folgenkompakt ist. Letzteres bedeutet im Falle wenn {\displaystyle \mu } endlich ist, dass {\displaystyle (h_{k})} eine gleichmäßig integrierbare Familie ist, d. h.
{\displaystyle \lim \limits _{N\to \infty }\int _{\{|h|>N\}}|h|^{p}\mathrm {d} \mu =0}
gleichmäßig für {\displaystyle h\in (h_{k})}.